# Irene Crepaz
Irene Crepaz (ur. 17 kwietnia 1945 w Zell am Ziller) – austriacka polityk, członkini Rady Federalnej, deputowana do Parlamentu Europejskiego IV kadencji.

## Życiorys
Z zawodu handlowiec, absolwentka szkoły zawodowej (Berufsschule). Zaangażowała się w działalność polityczną w ramach Socjaldemokratycznej Partii Austrii (SPÖ). W latach 1985–1997 była wiceprzewodniczącą SPÖ w Innsbrucku, a do 1987 jednocześnie członkinią zarządu partii w Tyrolu. Od 1986 do 1999 zasiadała w austriackim Bundesracie, od 1988 jako sekretarz tej izby parlamentu. W latach 1995–1996 jednocześnie sprawowała mandat eurodeputowanej w ramach delegacji krajowej.
Odznaczona Srebrną Odznaką Honorową za Zasługi dla Republiki Austrii (1994).